# Legge di Amontons sull'attrito
La legge dell'attrito di Amontons è una delle più semplici leggi della fisica. Questa legge venne insegnata, e considerata corretta, dal 1670 circa sino agli anni trenta del Novecento.
La legge afferma che: «La forza necessaria a muovere un oggetto lungo una superficie scabrosa dipende dalla natura delle superfici a  contatto e dall'intensità delle forze che le fanno premere l'una contro l'altra, ma è completamente indipendente dall'area dell'effettiva superficie di contatto.»
Questa legge, formulata in questo modo, non è però vera. L'attrito non è indipendente dall'area di contatto, anzi è strettamente proporzionale ad essa, ma è l'area di contatto apparente che non è uguale all'area di contatto effettivo.
Sebbene la superficie di contatto apparente tra due corpi sia l'intera superficie del corpo più piccolo, essendoci increspature essa non corrisponde alla superficie di contatto effettiva. La superficie è in contatto ma solo in alcune piccole zone. Se si pone un peso sopra il blocco, questo si assesta e tocca la superficie in più punti. Per questo la forza di attrito, oltre che dal materiale, dipende dall'intensità delle forze che fanno premere gli oggetti l'uno sull'altro.
La legge va quindi riformulata nel modo seguente: «La  forza necessaria a muovere un oggetto lungo una superficie scabrosa dipende dalla natura delle superfici a  contatto e dall'intensità delle forze che le fanno premere l'una contro l'altra. Dipende quindi dall'area dell'effettiva superficie di contatto e non dall'area di quella apparente.»
L'area di contatto può essere trovata coprendo la superficie con una sostanza colorante e rivelando così quali parti si sono toccate effettivamente e quali no.
La spiegazione dell'attrito a livello microscopico è invece diversa e più complessa (a livello microscopico, infatti, bisogna stare molto attenti a cosa contatto realmente significhi).